# Полуянов, Сергей Сергеевич
Сергей Сергеевич Полуя́нов (4 января 1924, Казань — 10 марта 1983, Москва) — советский кинооператор и фотокорреспондент, заслуженный деятель искусств РСФСР (1968).

## Биография
Родился 4 января 1924 года.
Участник Великой Отечественной войны, на фронт ушёл добровольцем. Работал фотокорреспондентом. 
В 1951 году окончил операторский факультет ВГИКа на курсе А. В. Гальперина. С 1953 года работал на киностудии «Мосфильм». Являлся одним из постоянных операторов Леонида Гайдая, в творческом содружестве с которым создал лучшие свои работы.
Скончался 10 марта 1983 года. Похоронен в Москве на Кунцевском кладбище (участок № 10).

## Семья
Его женой была советская актриса Нина Агапова (1926—2021). Сын Александр (1953—1996) в 1981 году был руководителем группы спелеологов, из которой в районе Фишта после посещения пещеры «Парящая птица» погибли при ухудшении погоды в горах три человека. Сам Полуянов-младший получил травму ещё в пещере, но вместе с двумя другими участниками похода выжил. Впоследствии покончил с собой, потерпев неудачу в бизнесе. Внук Александр окончил техникум, потом академию по специальности «ландшафтный дизайн», позже закончил телевизионные операторские курсы, снимает рекламные ролики для частной фирмы. Внучка живет в Австралии.

## Награды и премии
- Орден Трудового Красного Знамени (12.4.1974)
- Заслуженный деятель искусств РСФСР (13.4.1968).
- Медали СССР.

## Фильмография[4]
- Мексиканец (1955)
- Долгий путь (1956)
- Борец и клоун (1957)
- Жизнь прошла мимо (1958)
- Фуртуна (1959)
- Воскресение (1960—1961)
- Чистое небо (1961)
- Полустанок (1963)
- Жили-были старик со старухой (1964)
- Золотой телёнок (1968)
- Двенадцать стульев (1971)
- Иван Васильевич меняет профессию (1973)
- Не может быть! (1975)
- Инкогнито из Петербурга (1977)
- За спичками (1980)
- Спортлото-82 (1982)
- Фитиль (1983)